# Christopher Dean
Christopher Colin Dean, OBE (Nottinghamshire, Inglaterra, 27 de julho de 1958) é um ex-patinador artístico britânico, que competiu em provas na dança no gelo. Ele foi campeão olímpico na patinação artística em 1984 e medalhista de bronze em 1994 ao lado de Jayne Torvill.

## Principais resultados

### Com Jayne Torvill
| Resultados                                                            | Resultados       | Resultados        | Resultados       | Resultados      | Resultados      | Resultados      | Resultados      | Resultados      | Resultados        | Resultados      | Resultados    | Resultados    |
| Internacional                                                         | Internacional    | Internacional     | Internacional    | Internacional   | Internacional   | Internacional   | Internacional   | Internacional   | Internacional     | Internacional   | Internacional | Internacional |
| Evento/Temporada                                                      | 1976– 1977       | 1977– 1978        | 1978– 1979       | 1979– 1980      | 1980– 1981      | 1981– 1982      | 1982– 1983      | 1983– 1984      |                   | 1993– 1994      |               |               |
| --------------------------------------------------------------------- | ---------------- | ----------------- | ---------------- | --------------- | --------------- | --------------- | --------------- | --------------- | ----------------- | --------------- | ------------- | ------------- |
| Jogos Olímpicos                                                       |                  |                   |                  | 5.º             |                 |                 |                 | Medalha de ouro | Medalha de bronze |                 |               |               |
| Campeonato Mundial                                                    |                  | 11.º              | 8.º              | 4.º             | Medalha de ouro | Medalha de ouro | Medalha de ouro | Medalha de ouro |                   |                 |               |               |
| Campeonato Europeu                                                    |                  | 9.º               | 4.º              | Medalha de ouro | Medalha de ouro | Medalha de ouro | WD              | Medalha de ouro | Medalha de ouro   |                 |               |               |
| Grand Prix St. Gervais                                                | Medalha de ouro  |                   |                  |                 |                 |                 |                 |                 |                   |                 |               |               |
| Nebelhorn Trophy                                                      | Medalha de prata | Medalha de ouro   |                  |                 |                 |                 |                 |                 |                   |                 |               |               |
| NHK Trophy                                                            |                  |                   |                  | Medalha de ouro |                 |                 |                 |                 |                   |                 |               |               |
| St Ivel International                                                 |                  |                   | Medalha de prata |                 | Medalha de ouro | Medalha de ouro |                 |                 |                   |                 |               |               |
| Nacional                                                              |                  |                   |                  |                 |                 |                 |                 |                 |                   |                 |               |               |
| Campeonato Britânico                                                  | Medalha de prata | Medalha de bronze | Medalha de ouro  | Medalha de ouro | Medalha de ouro | Medalha de ouro | Medalha de ouro | Medalha de ouro |                   | Medalha de ouro |               |               |
|                                                                       |                  |                   |                  |                 |                 |                 |                 |                 |                   |                 |               |               |
| Legenda: WD = Abandonou; Competição não foi disputada nesta temporada |                  |                   |                  |                 |                 |                 |                 |                 |                   |                 |               |               |